# Steatomys bocagei
Steatomys bocagei és una espècie de mamífer rosegador de la família dels nesòmids. Viu a Angola i la República Democràtica del Congo. Els seus hàbitats naturals són els herbassars situats a les sabanes humides i els boscos. És una espècie en risc mínim, és a dir, no sembla que hi hagi cap amenaça significativa per a la seva supervivència. El seu nom específic, bocagei, és en honor del zoòleg i polític portuguès José Vicente Barbosa du Bocage.